# Ficus racemosa
Espèce
Classification APG III (2009)
Synonymes
Ficus glomerata

Ficus racemosa ou Ficus glomerata est une espèce de plante de la famille des Moraceae. Elle est originaire d'Australasie, d'Asie du Sud-Est et du sous-continent indien. Ses figues poussent directement sur tronc ou à proximité.

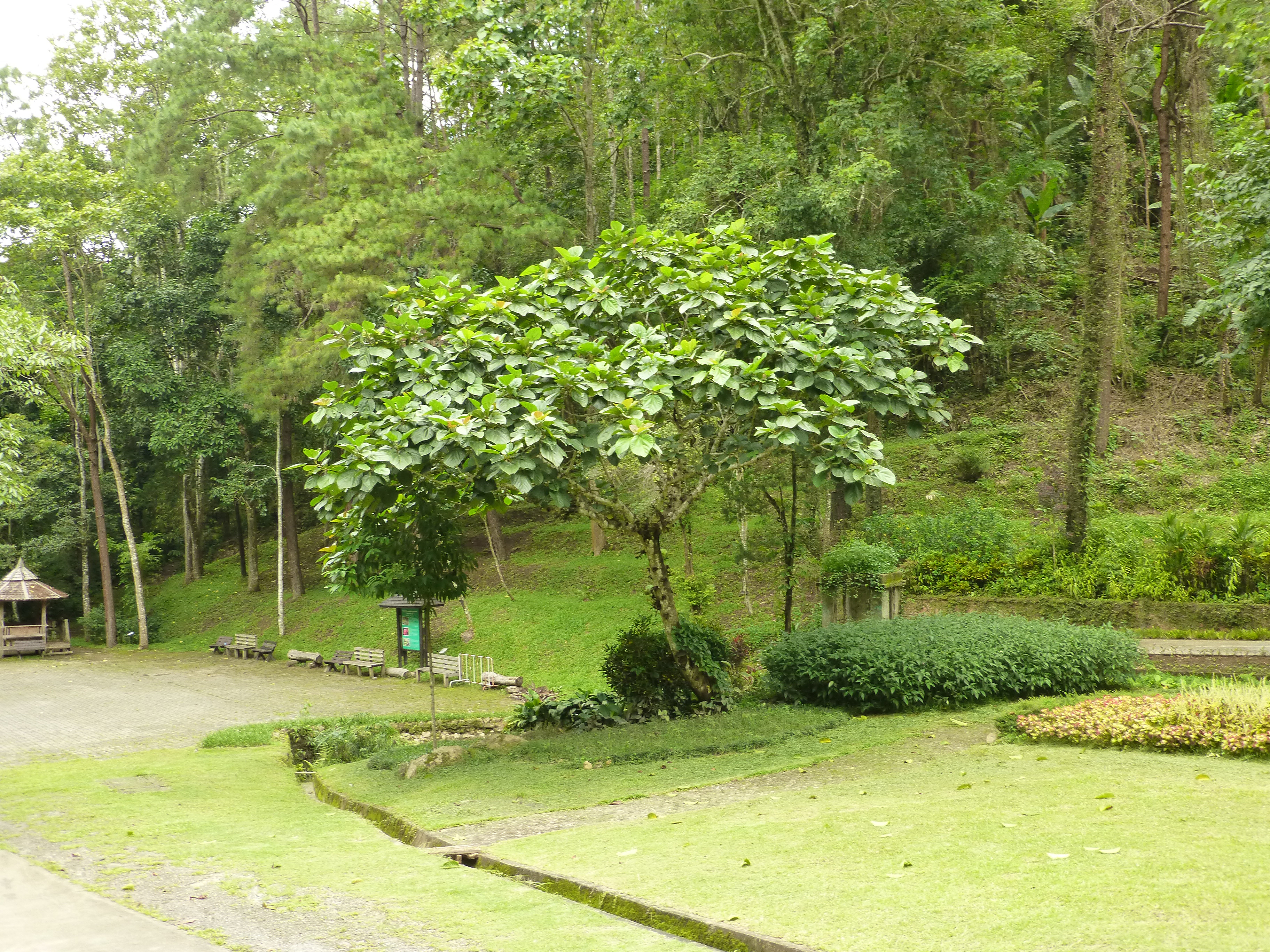
Ficus racemosa au Jardin botanique de la reine Sirikit, Thaïlande
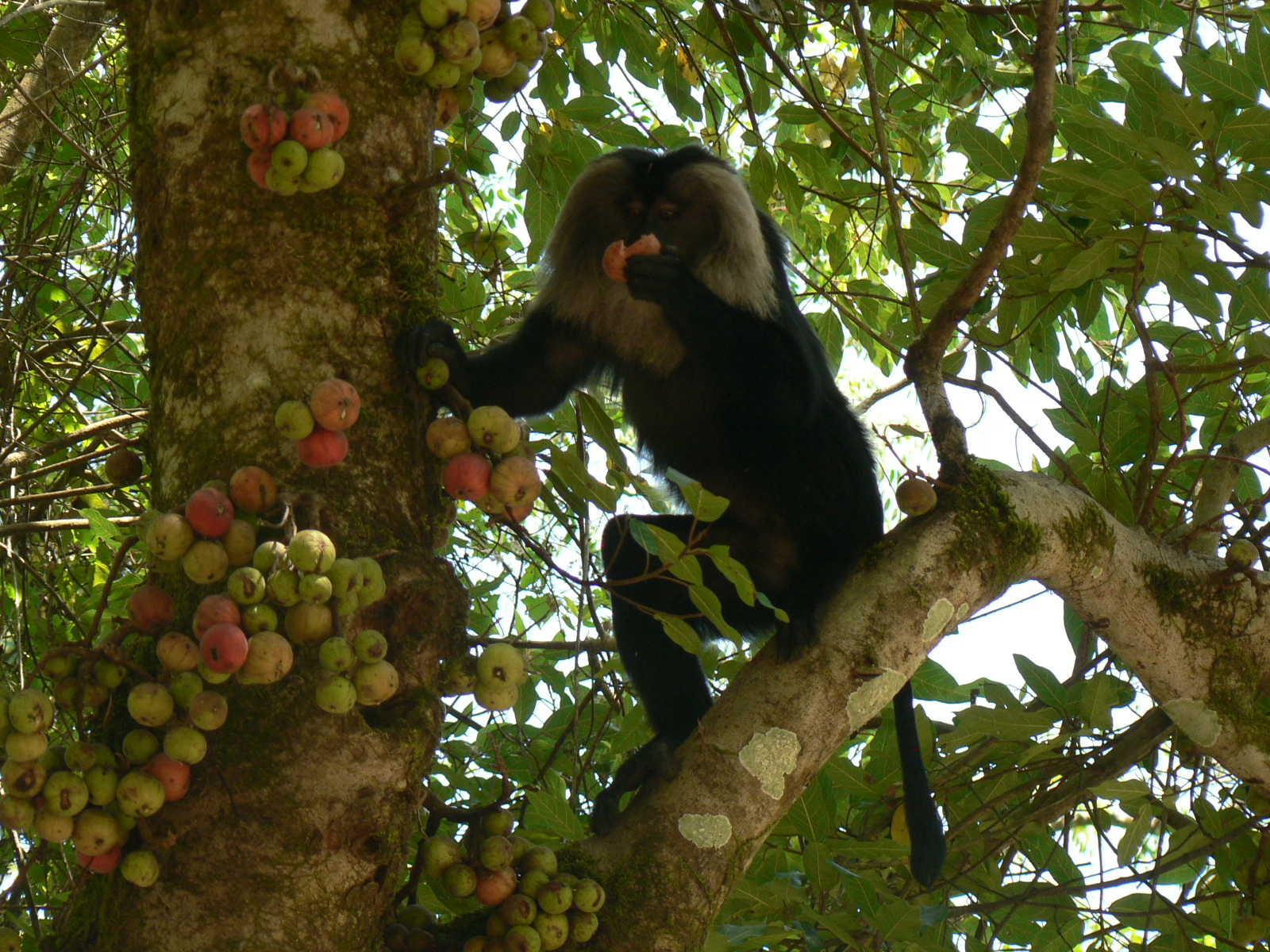
Macaque à queue de lion Ouandérou mangeant des figues
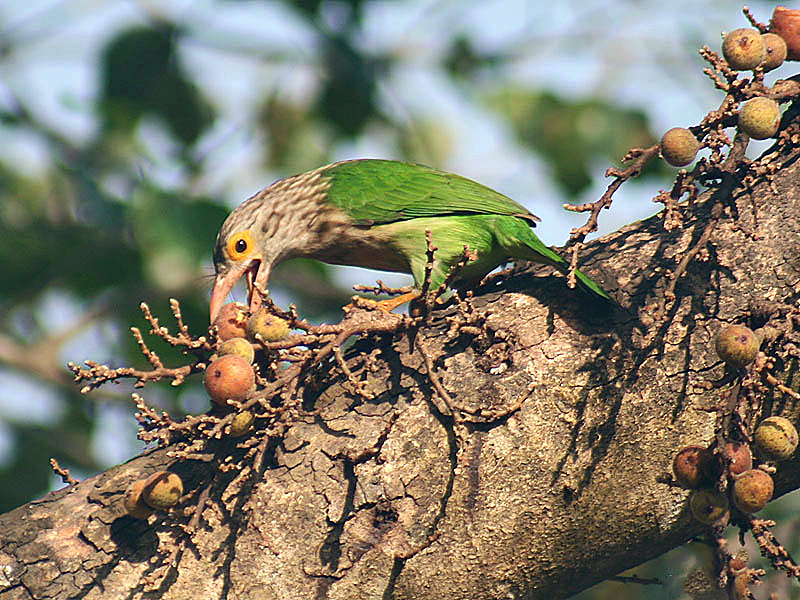
Barbu rayé mangeant une figue

Dans la tradition bouddhique, Ficus racemosa est connu sous le nom de "Udumbara".
Ce figuier, pour être pollinisé, a besoin de la minuscule guêpe du figuier Ceratosolen fuscipeps et aussi d'interaction avec d'autres insectes comme la fourmi Oecophylla smaragdina et la punaise suceuse de sève Membracidae Tricentrus sp.

## Notes et références

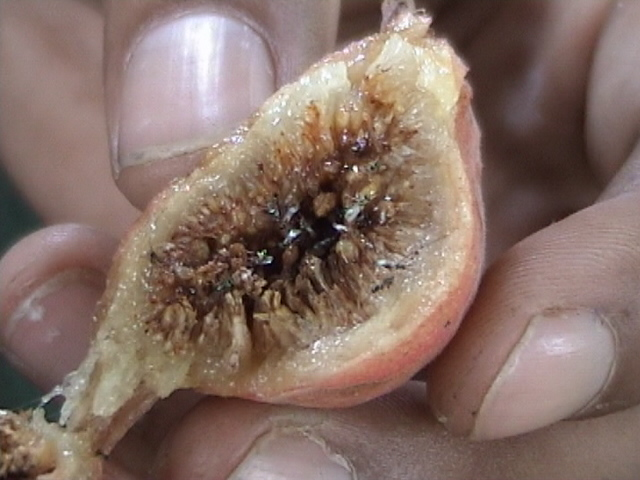
Fruit (sycone).